# Natalia Madaj
Natalia Madaj (Piła, 25 de enero de 1988) es una deportista polaca que compitió en remo.
Participó en dos Juegos Olímpicos de Verano, obteniendo una medalla de oro en Río de Janeiro 2016, en la prueba de doble scull, y el octavo lugar en Londres 2012, en el cuatro scull.
Ganó dos medallas en el Campeonato Mundial de Remo, en los años 2013 y 2014, y siete medallas en el Campeonato Europeo de Remo entre los años 2009 y 2015.

## Palmarés internacional
| Juegos Olímpicos   | Juegos Olímpicos         | Juegos Olímpicos  | Juegos Olímpicos |
| Año                | Lugar                    | Medalla           | Prueba           |
| ------------------ | ------------------------ | ----------------- | ---------------- |
| 2016               | Río de Janeiro (Brasil)  | Medalla de oro    | Doble scull      |
| Campeonato Mundial |                          |                   |                  |
| Año                | Lugar                    | Medalla           | Prueba           |
| 2013               | Chungju (Corea del Sur)  | Medalla de bronce | Cuatro scull     |
| 2014               | Ámsterdam (Países Bajos) | Medalla de plata  | Doble scull      |
| Campeonato Europeo |                          |                   |                  |
| Año                | Lugar                    | Medalla           | Prueba           |
| 2008               | Maratón (Grecia)         | Medalla de plata  | Doble scull      |
| 2009               | Brest (Bielorrusia)      | Medalla de bronce | Doble scull      |
| 2011               | Plovdiv (Bulgaria)       | Medalla de plata  | Cuatro scull     |
| 2012               | Varese (Italia)          | Medalla de plata  | Cuatro scull     |
| 2013               | Sevilla (España)         | Medalla de plata  | Doble scull      |
| 2014               | Belgrado (Serbia)        | Medalla de oro    | Doble scull      |
| 2015               | Poznań (Polonia)         | Medalla de oro    | Doble scull      |